# NGC 6489
NGC 6489 је елиптична галаксија у сазвежђу Змај која се налази на NGC листи објеката дубоког неба.
Деклинација објекта је + 60° 5' 33" а ректасцензија 17h 50m 1,3s. Привидна величина (магнитуда) објекта NGC 6489 износи 15,3 а фотографска магнитуда 16,3. NGC 6489 је још познат и под ознакама MCG 10-25-99, CGCG 300-79, KAZ 166, PGC 60928.